# Монокок

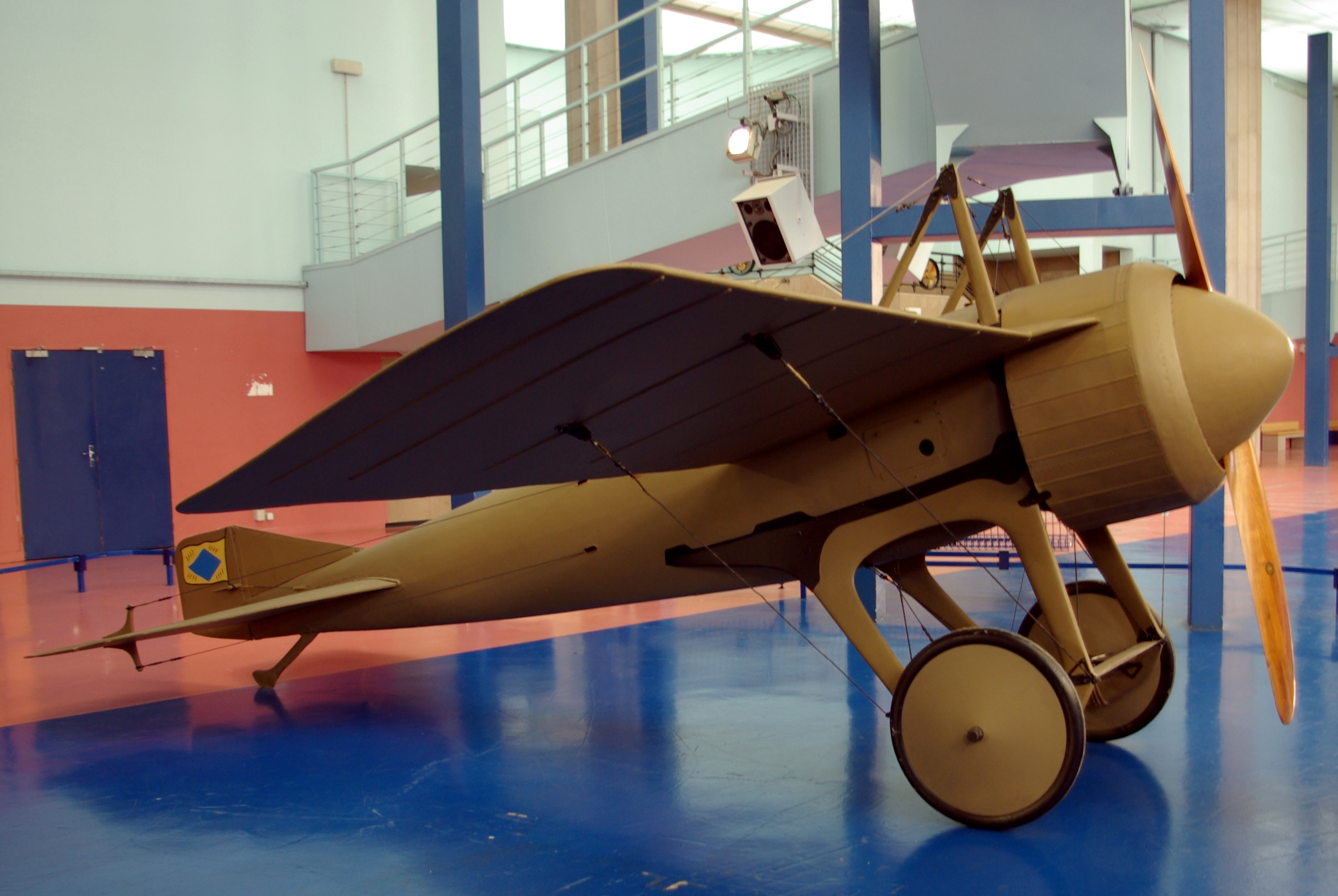
Монокок Депердюссена, з дерев'яною обшивкою

Моноко́к (фр. monocoque — «шкаралупа, корпус») — безкаркасний фюзеляж літаків, що складається лише з обшивки за принципом схожим зі шкарлупою яйця.

## Історія
Безкаркасні конструкції фюзеляжів виникли в 1910-ті роки з метою зменшити опір повітря. Застосування трубчастих оболонок з гнутої фанери дозволило створювати гладкі фюзеляжі c поперечним перерізом на 20-30 % менше, ніж коробчасті каркасні аналогічні фюзеляжі. У 1920-і рр. почалося масове застосування обшивки з алюмінієвих сплавів. Монококи, дорожчі у виготовленні, застосовувалися на швидкісних машинах і повністю витіснили каркасні оболонки тільки після Другої світової війни.
Чистий монокок чинить опір навантаженням на розтяг і вигин, але не реагує на стиск, тому на практиці вимагає підкріплення каркасом, що протистоїть стисненню. Сучасні фюзеляжі, як правило, виконуються за схемою посиленого монокока.